# ولكان دميرل
ولكان دميرل (بالتركية: Volkan Demirel)‏، من مواليد 27 أكتوبر 1981 في إسطنبول في تركيا، لاعب كرة قدم تركي سابق، كان يلعب مع نادي فنربخشة ومنتخب تركيا.
بدأ باللعب مع منتخب تركيا لكرة القدم في عام 2004.

## مسيرته الكروية

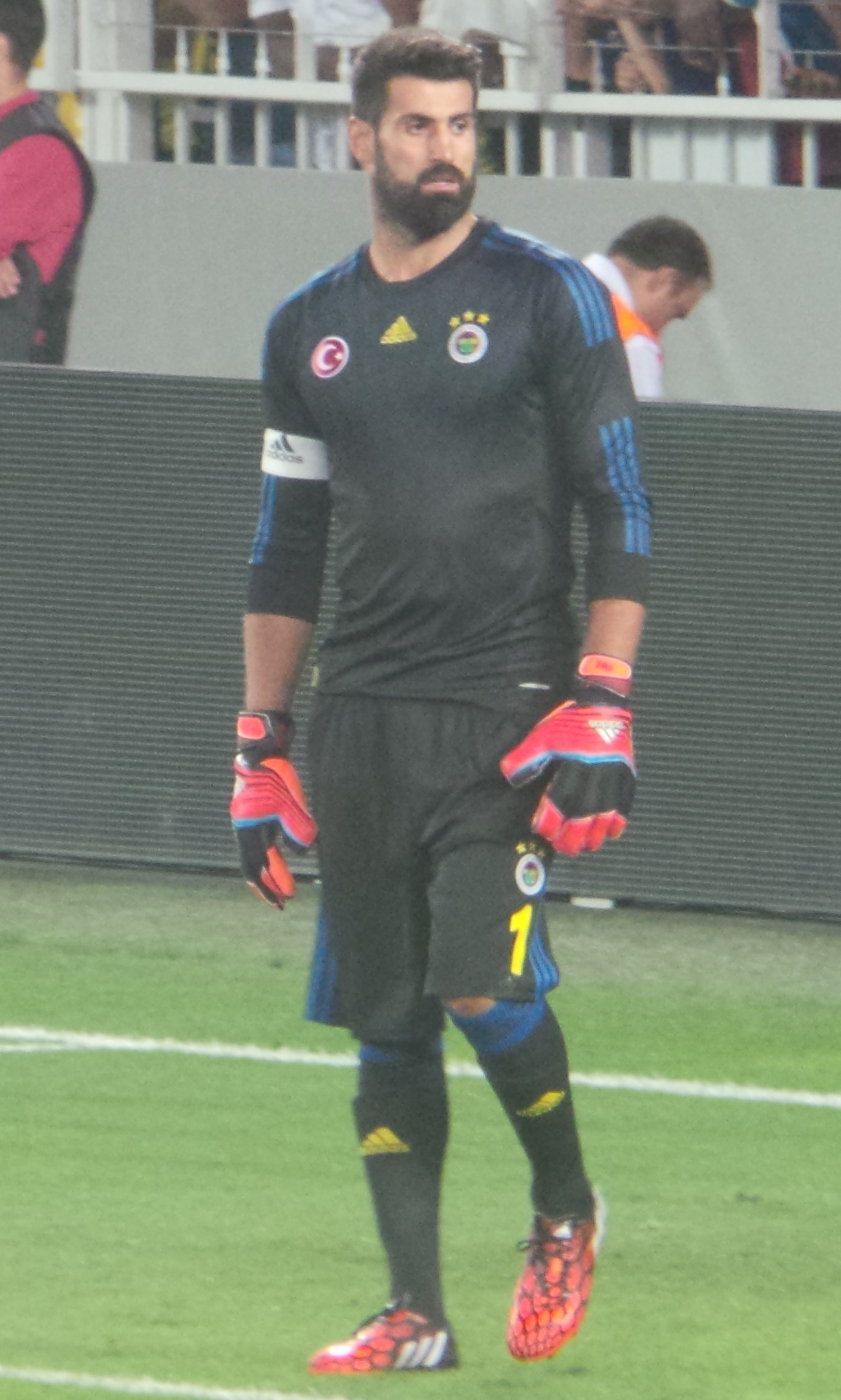
ولكان دميرل مع نادي فنربخشة

لعب ولكان دميرل خلال مسيرته الاحترافية مع ناديين في تسعة عشر موسمًا ولم يسجل خلالها أي هدف ضمن 447 مباراة. حيث فاز في موسمين بالكأس وفي خمسة مواسم بالدوري.
خاض ولكان دميرل مسيرته مع Kartal S.K. ‏ في موسم 2000–01 ولمدة موسمين، مشاركًا في 51 مباراة ولم يسجل أي هدف. ثم انتقل إلى نادي فنربخشة في موسم 2002–03 ليلعب معه سبعة عشر موسمًا، حيث شارك في 396 مباراة ولم يسجل أي هدف أيضًا.

## روابط خارجية
- ولكان دميرل على موقع الاتحاد الدولي (مؤرشف)  (الإنجليزية)
- ولكان دميرل على موقع الاتحاد الأوربي (الإنجليزية)
- ولكان دميرل على موقع اتحاد تركيا (لاعب) (الإنجليزية)
- ولكان دميرل على موقع قاعدة بيانات كرة القدم.إي يو (الإنجليزية)
- ولكان دميرل على موقع ليكيب (الفرنسية)
- ولكان دميرل على موقع ناشيونال فوتبول تيمز (الإنجليزية)
- ولكان دميرل على موقع Soccerbase.com (لاعب) (الإنجليزية)
- ولكان دميرل على موقع Soccerway.com (الإنجليزية)
- ولكان دميرل على موقع عالم كرة القدم.نت (الإنجليزية)
- ولكان دميرل على موقع كووورة